# الدين في جنوب السودان

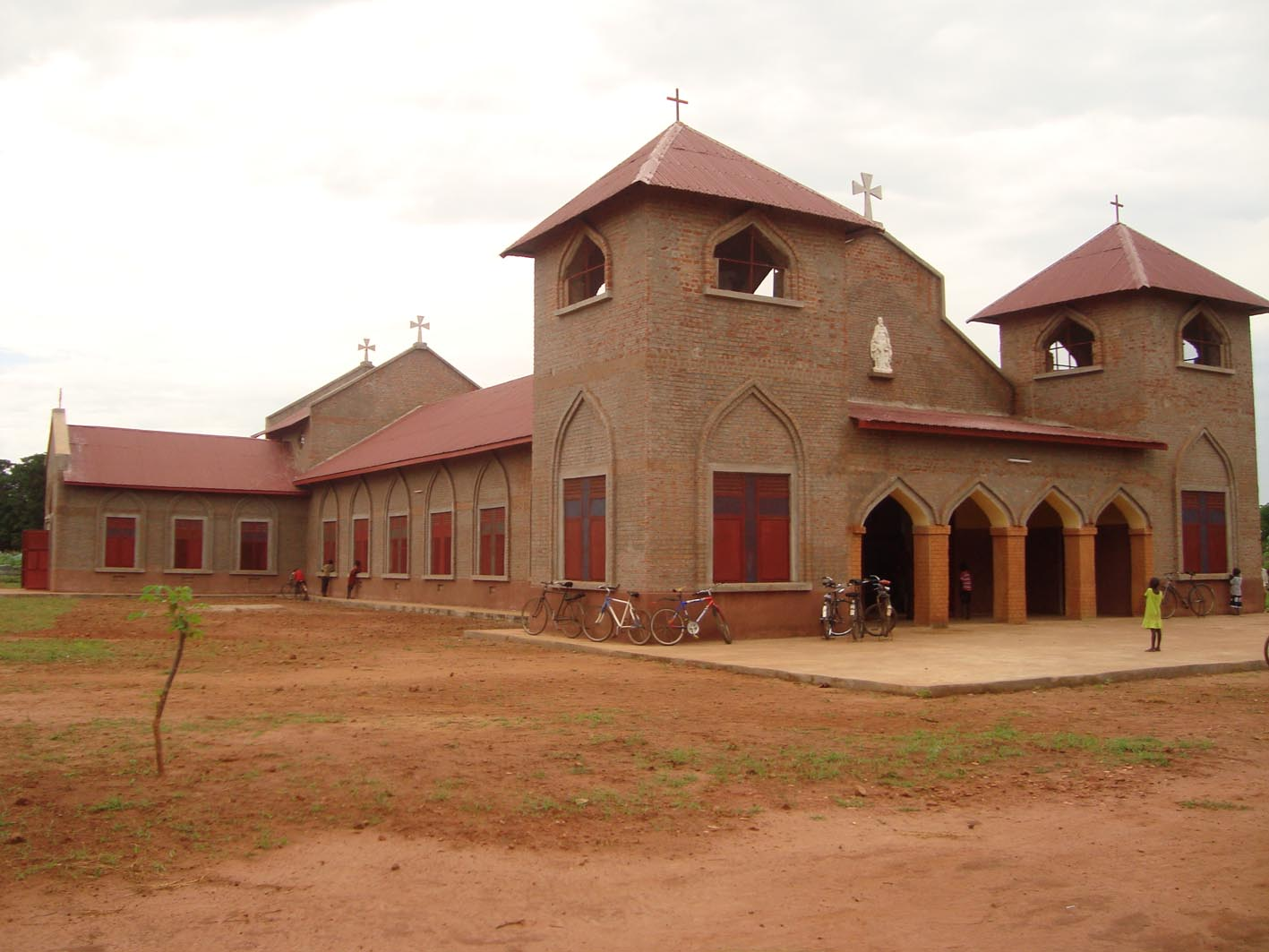
الدين في جنوب السودان

هناك تقارير متضاربة بشأن المعتقدات الدينية في جنوب السودان ، على الرغم من أن الجميع يتفقون على أن الديانات الرئيسية الثلاث هي الديانات الأفريقية التقليدية والمسيحية والإسلام . صرح رئيس جنوب السودان كير ، وهو من الروم الكاثوليك ، أثناء حديثه في كاتدرائية القديسة تيريزا في جوبا ، جنوب السودان ، أن جنوب السودان ستكون أمة تحترم حرية الأديان . اختلفت النسب النسبية المقدرة المبلغ عنها لأتباع الديانات الأفريقية التقليدية والمسيحية.